# Rogaś z Doliny Roztoki
Rogaś z Doliny Roztoki – powieść dla dzieci i młodzieży napisana przez Marię Kownacką, wydana w 1957 roku.
Książka opowiada o sarniątku, którego matka zginęła od kłów rysia oraz o dzieciach, mieszkających w gajówce w Dolinie Roztoki w Beskidzie Sądeckim, które zaopiekowały się sarnim sierotą. Kiedy samczyk podrósł i wyrosły mu rogi, otrzymał imię Rogaś. Kiedy nabroił, wypuszczono go do lasu. W czasie grzybobrania, gdy Józia i Rózia zaginęły, Rogaś je uratował i odprowadził do domu.
Książka dedykowana była Józefowi Włodarskiemu, serdecznemu przyjacielowi dzieci, opiekunowi i miłośnikowi przyrody ojczystej.